# Aristias madagascarensis
Aristias madagascarensis är en kräftdjursart. Aristias madagascarensis ingår i släktet Aristias och familjen Aristiidae. Inga underarter finns listade i Catalogue of Life.